# Pako Ayestarán
Francisco Martín „Pako“ Ayestarán Barandiarán (* 5. Februar 1963 in Beasain) ist ein spanischer Fußballtrainer.

## Trainerkarriere
Ayestarán begann seine Trainerkarriere im August 2000 als Co-Trainer des CD Teneriffa unter dem damaligen Trainer Rafael Benitez. Diesem folgte er auch zu weiteren Stationen nach Valencia und zum FC Liverpool. Ayestarán wurde als Co-Trainer bei Valencia zweimal spanischer Meister, einmal UEFA-Cup-Sieger und einmal europäischer Supercupsieger. Bei den Reds gewann er einmal den englischen Cup, einmal die Champions League und einmal den europäischen Supercup. Der Spanier wird als scharfsinniger Taktiker angesehen und leitete beim FC Liverpool hauptsächlich das konditionelle Training.
Nach weiteren Stationen als Sportlicher Leiter bei Real Sociedad und Assistenztrainer bei Benfica Lissabon und erneut Valencia, trat er bei Estudiantes seine erste Cheftrainerposition an. Es folgten weitere Stationen bei Tel Aviv und Santos Laguna, ehe er als Co-Trainer von Gary Neville zu Valencia zurückkehrte, dessen Position er im März 2016 übernahm. Im September 2016 wurde Ayestarán entlassen. Sein Nachfolger wurde Salvador González Marco. Dann folgten Stationen beim heimischen UD Las Palmas, CF Pachuca in Mexiko, CD Tondela in Portugal und seit dem Sommer 2022 ist er Co-Trainer von Aston Villa.

## Titel und Auszeichnungen
Spanien
- Spanischer Meister: 2002, 2004 (FC Valencia)
- UEFA-Cup-Sieger: 2004 (FC Valencia)
- UEFA-Supercupsieger: 2004 (FC Valencia)

England
- Champions-League-Sieger: 2005 (FC Liverpool)
- UEFA-Supercupsieger: 2005 (FC Liverpool)
- Englischer Pokalsieger (FA Cup): 2006 (FC Liverpool)
- Englischer Supercupsieger (Community Shield): 2006 (FC Liverpool)

Portugal
- Ligapokalsieger: 2009 (Benfica Lissabon)

Vereinigte Arabische Emirate
- Ligapokalsieger: 2012 (al-Ahli Dubai)

Mexiko
- Zweitligameister: 2014 (CD Estudiantes Tecos)

Israel
- Israelischer Meister: 2015 (Maccabi Tel Aviv)
- Israelischer Pokalsieger: 2015 (Maccabi Tel Aviv)
- Israelischer Ligapokalsieger (Toto Cup): 2015 (Maccabi Tel Aviv)